# حسني باقي زاده
حسني بك بن أحمد باقي زاده (5 يناير 1844 - 18 نوفمبر 1907) سياسي وكاتب سوري عثماني، من أسرة آل عبد الباقي الحلبي التي اتخذت من إسكندرونة وطنًا. ولد هو في حلب ونشأ بها. تلقى علومه الدينية فيها فاتقن التركية العثمانية والفارسية والفرنسية والإيطالية. التحق بديوان مجلس ولاية حلب، وترقى إلى رئاسة ديوان تمييز الولاية، ثم عضواً فيها، وبعدها عين قائمقامًا لقضاء البيرة في أورفة. انتخب نائباً عن حلب في مجلس المبعوثان. اهتم بوضع قانون البلديات، كما أسندت إليه عضوية هيئة التحقيق بنظارة الضابطة. وبعد تقاعده في 1894، ذهب إلى الإسكندرونة وقام فيها بتطبيق أساليب الزراعة الحديثة في أملاكه الواسعة في أرسوز. له عدة مؤلفات بالعربية والتركية العثمانية. توفي عن 63 عامًا إثر إصابته التي نجمت عن جموح جواده، ودفن في قلعة صغيرة بالإسكندرونة.

## سيرته
هو حسني بك بن أحمد بن عبد القادر آغا المعروف بباقي زاده الحلبي. ولد يوم 15 ذو الحجة 1259/ 5 يناير (كانون الثاني) 1844 في حلب بولاية حلب العثمانية ونشأ بها. تلقى القراءة والكتابة على سليمان أفندي في المكتب المعروف بمكتب السبيل في محلة سويقة الحجارين، وفن الإنشاء واللغة التركية العثمانية وألم بالفارسية، ثم تلقى اللغة الفرنسية والإيطالية على معلم مخصوص إلى أن برع فيهما. 

عيّن في قلم المجلس الكبير في ولاية حلب وصار يترقى إلى أن تولى رئاسة كتاب ديوان تمييز الولاية ثم صار عضوًا فيها، ثم عيّن قائمقامًا لبيرة جك، ثم البستان، ثم رئيسًا لديوان التمييز.

وفي سنة 1293 هـ انتخب عضوًا في مجلس المبعوثين الأول، ثم أسندت إليه عضوية هيئة التحقيق بنظارة الضابطة العثمانية حتى أحيل على التقاعد في جمادى الأولى سنة 1313/ أكتوبر 1895. فلزم بيته وأخذ في إدارة أملاكه بالإسكندرونة وناحية أرسوز، واشتغل بالزراعة بنوع تطبيق على الفن الحديث. وكانت له عناية‌ بجمع الكتب واقتنائها، وقد جمع مكتبة نفيسة. غير أنها ذهبت طعمة الحريق الذي حصل في داره في الحوادث الأرمنية التي حصلت في الإسكندرونة في شباط سنة 1917.

وفي الإسكندرونة سعى بواسطة الإعانة في تأسيس مكتب رشدي ومكتب ابتدائي وعمارة دار وثلاثة دكاكين ألحقها بالمكتب الابتدائي. وأسس في حيفا مكتبًا ابتدائيًا للذكور وآخر للإناث. ورمم في عينتاب دارًا للفقراء والأرامل والأيتام التي خربت دورهم على إثر الزلزلة التي حصلت هناك. وجدد عمارة جسر (قشيق) في الزيتون. وأنشأ هناك ثكنة عسكرية بواسطة الإعانة مبتدئا بنفسه ثم بما جادت به أكف المحسنين وذوي الحمية. وعمر جسر عفرين الشهير وكثيرًا من الجسور التي بين حلب والإسكندرونة وبينها وبين عينتاب.

توفي يوم 13 شوال 1325/ 18 نوفمبر (تشرين الثاني) 1907 على إثر جموح جواده به وسقوطه عنه أثناء عودته من قصبة قاب أو مركز ناحية أرسوز، ونقل إلى الإسكندرونة للتداوي فلم ينجع فيه دواء لكثرة الرضوض وعظم الجروح، ودفن بمدفنه الخاص به بالمحل المعروف بقلعة الصغيرة بالإسكندرونة. 

## حياته الشخصية
من أولاده سامي وعبد العزيز وثريا ورشدي وأحمد إقبال. 

## آثاره
من مؤلفاته:
- «منهاج الأدب في تاريخ العرب»
- عبرة أو عرسان في مرسين (عبرت ياخوى مرسيذه ایكی دوكون)، بالتركية العثمانية
- رسالة‌ في فن الاستنطاق، بالتركية العثمانية